# Geografia de Portugal

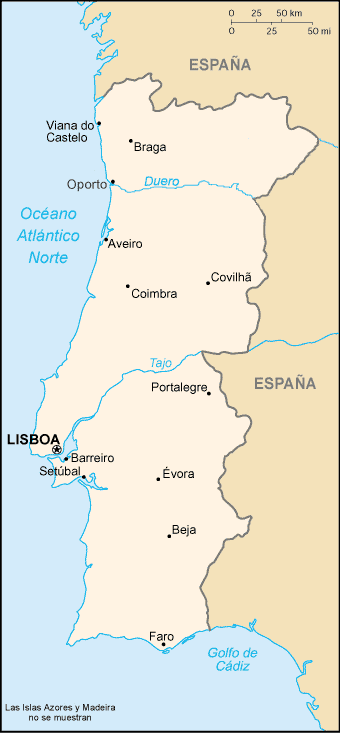
Mapa amb les principals ciutats de Portugal

Portugal (nom local, República Portuguesa) és un estat situat a l'Europa occidental. La seva zona continental es localitza a la península Ibèrica. El país limita al sud i a l'oest amb l'oceà Atlàntic Nord durant 1.793 km de costa i a l'est i al nord amb Espanya, al llarg de 1.214 km. Malgrat la grandària d'aquesta frontera, Portugal no reconeix el tram fronterer comprès entre la desembocadura dels rius Caia i Cuncos des de l'annexió del territori d'Olivença per part del Regne d'Espanya, el 1801. Aquesta zona és reclamada per Portugal, però oficialment és part integrant de la província espanyola de Badajoz.

## Geografia física
En total, el país té una àrea de 92.391 km², dels quals 91.951 km² són de la zona continental i 440 km² són de zona marítima. Límits:
- Nord: Espanya (més concretament Galícia).
- Est: Espanya (més concretament Castella i Lleó, Extremadura i Andalusia).
- Oest: oceà Atlàntic.

### Relleu
Portugal continental és separat en dos pel seu riu principal, el Tajo. El Portugal Septentrional té un paisatge muntanyenc a les àrees interiors en altiplans, tallades per quatre línies que permeten el desenvolupament d'àrees d'agricultura fèrtils. Entre el Miño i el Duero es pot trobar, d'oest a est, el Parc Nacional da Peneda-Gerês, a la frontera el Cap de la Meda (Cap a Meda, 1.316 m) després la fronterera Serra de Xurés/Serra de Gêres; més al sud, però sempre en aquesta zona per sobre del Duero, es troba la Serra da Cabreira i al sud de Bragança, la Serra de Nogueira i una mica més al sud-est en direcció a la frontera espanyola, la Serra de Mogadouro.
Els cims més alts del país estan a la Serra da Estrela, que no és sinó una serra que perllonga el Sistema Central espanyol, que arriba a 1.993 msnm. El punt més elevat és la Torre, a la Serra da Estrela, amb 1.993 metres d'altitud. La muntanya de Malhão aconsegueix els 1.991 m.
Al sud del Tajo, fins a l'Algarve, el paisatge és pla. Les escasses muntanyes són de poca altitud, sent la màxima altura de l'Algarve la muntanya Foia (902 m). Hi ha fins i tot zones pantanoses com les valls baixes del Tajo i del Sado.

### Rius, llacs i costes

#### Rius
Els principals rius de Portugal són:
- Duero (Douro, al nord), desemboca a Porto i durant uns 50 km fa de frontera entre Espanya i Portugal.
- Tajo (Teixo, al centre), desemboca a Lisboa i durant uns 50 km fa de frontera entre Espanya i Portugal.
- Guadiana (al sud), desemboca entre Castro Marim i Ayamonte i durant més de 100 km fa de frontera entre Espanya i Portugal.

Altres rius d'importància són el Miño (Minho), a la frontera amb Galícia (Espanya) i el Mondego, que neix a la Serra de l'Estel. La majoria dels grans rius portuguesos neixen a Espanya i desemboquen a l'oceà Atlàntic, amb l'excepció del Ave, Mondego, Voga (Vouga), Zêzere i Sado que neixen a Portugal. El riu Tâmega desguassa en el Duero i el riu Zêzere desemboca en el Tajo. Altres rius importants són el Lima i el Cávado.
El seu perfil accidentat, el seu règim molt irregular, es caracteritza per greus sequeres. Per exemple, pot prendre's el Tajo, a 150 km de la seva desembocadura: durant l'estiu de 1945, solament 1 m³/s i 14 200 m³/s al febrer de 1979. Això fa que els rius portuguesos siguin inhàbils per la navegació. Només el Duero i el Tajo i una part final del Guadiana són navegables. És fins i tot possible fer [creuers en el Duero cap a Espanya. Si hi ha trams del Tajo, del Mondego o fins i tot del Sado s'utilitzen per a la irrigació, els cursos són en general massa encaixats per poder ser utilitzats. Aquests cursos d'aigua són a canvi molt utilitzats per produir energia elèctrica. Constitueixen així, gràcies a les preses, una important font productora d'energia elèctrica.

#### Llacs
Hi ha diversos llacs a Portugal, però són de petita grandària i se'ls anomena més aviat lagoas (llacunes): a la Serra da Estrela hi ha diverses llacunes i valls d'origen glacial. Algunes llacunes tenen com a origen l'oceà o algun riu; per exemple, les llacunes d'Albufeira i Óbidos. Unes altres es van originar entre dunes, com les llacunes de Braças i Vetela.

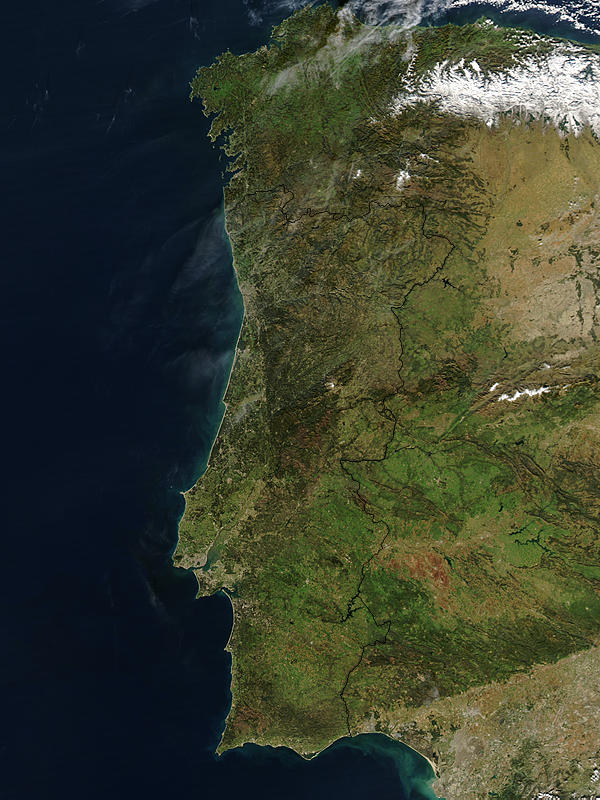
Les condicions seques i caloroses van originar centenars d'incendis forestals al sud i al centre de Portugal a l'estiu de 2003. Aquesta imatge va ser presa el 19 de gener de 2004, i les cicatrius havien començat a opacar àrees.

#### Costes
La costa portuguesa és extensa, i té 943 km a Portugal continental, 667 km a les Açores i 250 km a Madeira i les illes Salvatges. La costa portuguesa va desenvolupar platges, sent les de l'Algarve unes de les més famoses al món. A l'Illa Porto Santo, una formació de dunes ha atret molts turistes. Una característica important és la ria d'Aveiro (a prop de la ciutat portuguesa d'Aveiro, anomenada "la Venècia portuguesa"), un delta amb 45 km de longitud i 11 km d'ample, ric en peixos i aus marines. Hi ha quatre canals principals, i entre ells diverses illes i illots, i és on es troben amb l'oceà els rius Voga, Antuã, Boco i Fontão. Des del segle xvi, la formació d'una espècie d'estrets caps van donar lloc a una llacuna, a la qual es considera un dels trets hidrogràfics més notables de la costa portuguesa. A causa d'aquestes característiques, la regió és un antic famós productor de sal, i durant l'Imperi Romà va exportar sal a Roma, sent aquesta sal molt apreciada. Un altre tret interessant de la costa portuguesa és Ria Formosa, situada a l'Algarve, amb algunes illes sorrenques i clima favorable tot l'any, caracteritzat per estius càlids però no gaire, i hiverns, en general, temperats.

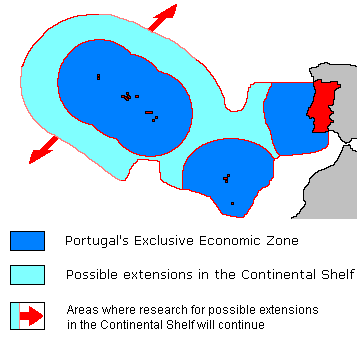
Zona econòmica exclusiva de Portugal.

A més de l'Europa continental, Portugal està format per dues regions autònomes a l'oceà Atlàntic, format pels arxipèlags de les Açores i Madeira. Es troben en la dorsal mesoatlàntica. Madeira es troba a la placa tectònica africana, i comprèn l'illa principal de Madeira, Porto Santo i les més petites Illes Salvatges. Les Açores, que es troben entre les conjuncions de les plaques tectòniques africana, europea i nord-americana, està sobre la dorsal mesoatlàntica. Hi ha nou illes en aquest arxipèlag, normalment dividit en tres grups (Occidental, Central i Oriental) i diverses menors Formigues (afloraments rocosos) situats entre les illes de São Miguel i Santa Maria. Tots dos grups d'illes són de naturalesa volcànica, mantenint-se l'activitat sísmica fins a l'actualitat. São Miguel era, en origen, dues illes, que van quedar unides per una erupció volcànica el 1563. Hi ha diversos volcans submarins a les Açores, com el Banc D. João de Castro, que han erupcionat en temps històrics (com l'erupció del Serrata enfront de la costa de l'illa Terceira). Banc D. João es troba entre Terceira i São Miguel, i s'eleva 14 metres sobre la superfície. La seva última erupció va ser el 1720 i va formar una illa d'1,5 km de longitud i 250 metres d'altitud, que es va mantenir sobre la superfície de l'aigua diversos anys.
L'últim volcà que va entrar en erupció va ser el Vulcão dos Capelinhos el 1957, al llarg de la costa occidental de l'Illa Faial, fent que creixés el territori de l'illa. Els esdeveniments sísmics són habituals a les Açores. Els científics prediuen que en el futur podria formar-se una nova illa. A les Açores es troba el punt més alt de Portugal: Ponta do Pico, un volcà antic, que arriba als 2.351 msnm.
Portugal té la tercera zona econòmica exclusiva de la Unió Europea i l'11a del món. La zona marina sobre la qual els portuguesos tenen drets especials per a l'exploració i ús dels recursos marins, tenen 1,727.408 km².
- Portugal continental: 327.667 km²
- Illes Açores: 953.633 km²
- Arxipèlag de Madeira: 446.108 km²
- Total: 1.727.408 km²

### Clima
El muntanyenc Portugal Nord és de clima atlàntic. El clima del sud és més càlid i sec que el nord. El clima portuguès es classifica com a atlàntic-mediterrani, un clima marítim, influenciat per l'oceà Atlàntic, sent fred i plujós al nord, i calorós i sec al sud (Precipitacions anuals: Faro- 524 mm; Lisboa- 750 mm; Coïmbra- 1000 mm; Porto- 1200 mm; Viana do Castelo- 1400 mm)
El clima mediterrani domina tot el territori portuguès continental, dividint-se en dos subtips, segons Köppen: Classificació climàtica de Köppen. La versió més pura està present al sud de la Serra da Estrela, que posseeix temperatures elevades a l'estiu i hiverns frescos, sent els estius secs i els hiverns humits. Al nord de la Serra de l'Estel, al nord-est del país, el clima és mediterrani continentalitzat, més humit i amb temperatures mitjanes més baixes, sobretot a les zones altes. A les zones baixes, a la Vall del Duero, registren valors alts (semblants als del sud del país, com Pinhão, amb una mitjana anual de 16,4 °C. En el litoral nord (al NO del país), el clima és mediterrani amb influència marítima, i té estius moderats.

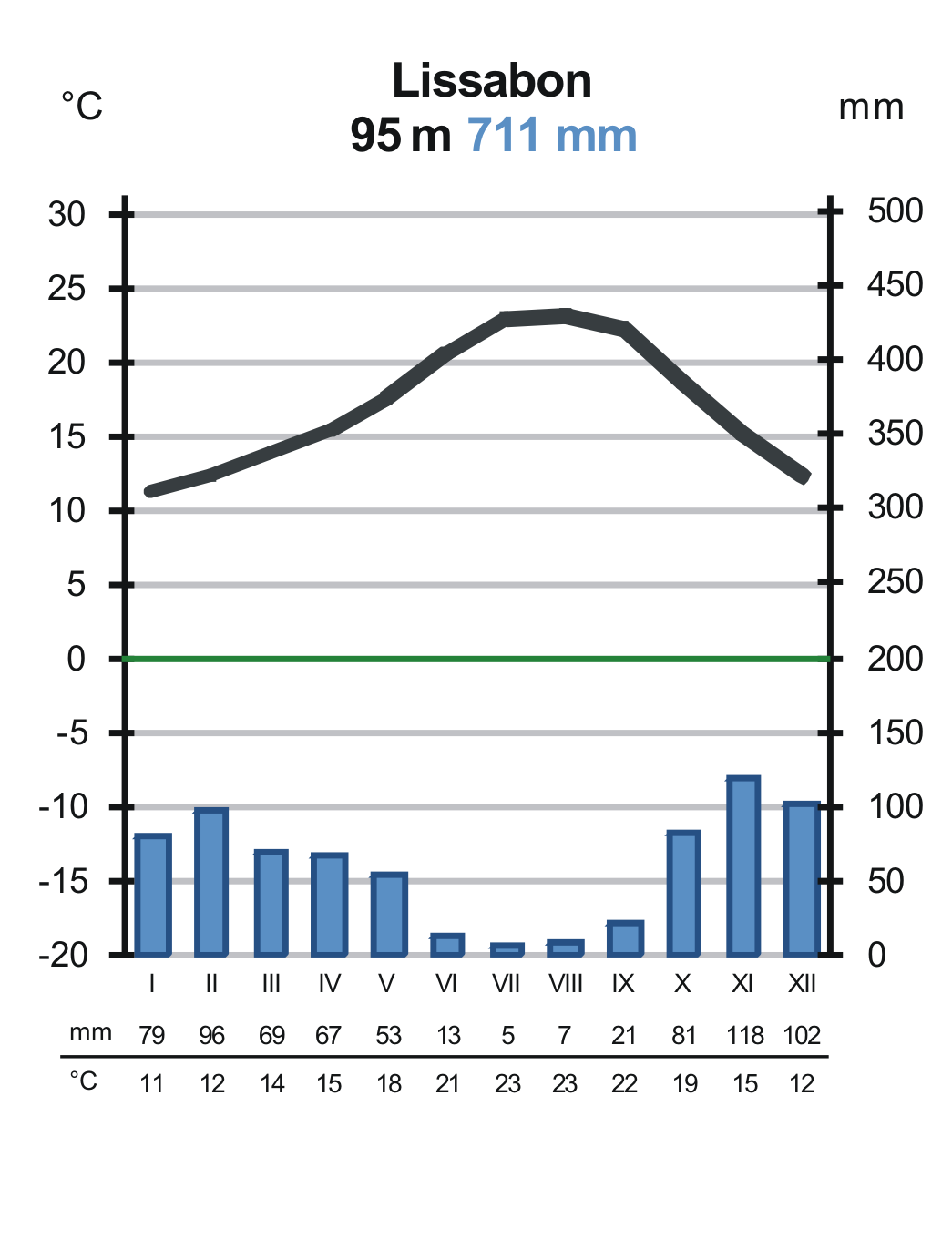
Climograma de Lisboa.

#### Temperatures
Portugal és un dels països europeus més càlids. La primavera i l'estiu són assolellats i les temperatures més altes durant el juliol i l'agost són d'entre 28 °C a 35 °C, de vegades arribant als 40 °C a l'interior del sud. La tardor i l'hivern són típicament plujosos i ventosos, encara que dies assolellats no són estranys. No és comú les temperatures menors als 2 °C a la zona costanera, generalment estan en una mitjana de 8/11 °C.
Les temperatures mitjanes anuals a Portugal continental, a les àrees urbanes, varien entre els 18 °C a Faro, els 12,5 °C a Bragança i els 10 °C a Guarda, la ciutat més alta i freda del país.

### Naturalesa

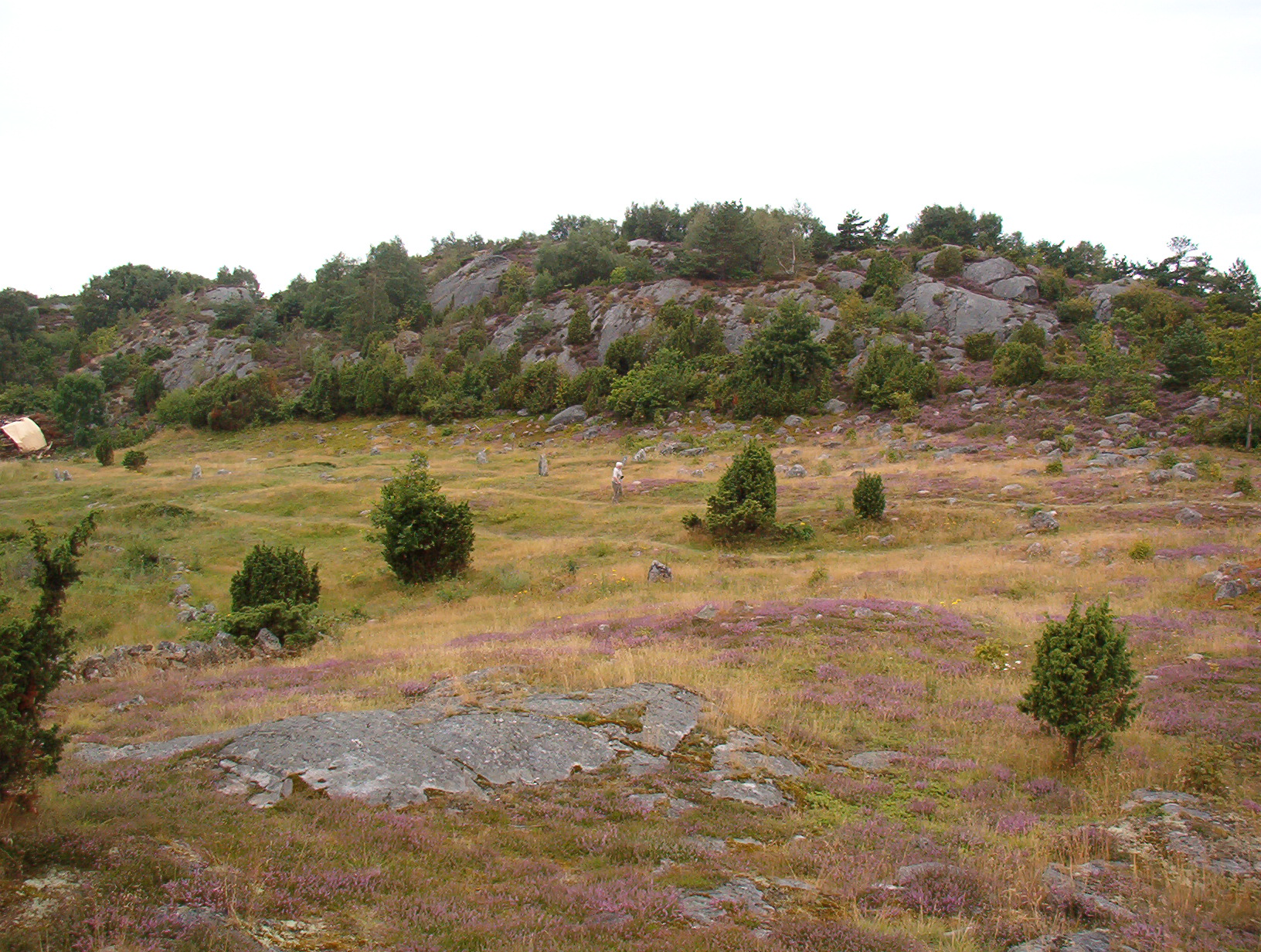
Charneca

Són característics del paisatge portuguès els bruguerars (charnecas) d'Erica vulgaris, vegetació xeròfila de Portugal, anàloga a la màquia del mediterrani francès i el heath de les Illes Britàniques. Per extensió es dona el nom de charneca a l'hàbitat on pot trobar-se la planta, terreny àrid i pedregós. Conforme a la normativa de la Unió Europea, el territori d'aquest país es divideix en tres regions biogeogràfiques: mediterrània, atlàntica i, en els arxipèlags de les Açores i Madeira, macaronèsica. Destaca en el seu patrimoni natural un bé natural, patrimoni de la Humanitat declarat per la Unesco el 1999: la Laurisilva de Madeira. Compta amb cinc reserves de la biosfera: Paúl do Boquilobo (1981), illa de Corvo (2007), illa Graciosa (2007), illa de Flores (2009) i Geres-Xures, transfronterer amb Espanya. 86.581 hectàrees estan protegides com aiguamolls d'importància internacional a l'empara del Conveni de Ramsar, en total, 28 llocs Ramsar. Té un parc nacional, el de Peneda-Gerês.
La costa de Portugal i les Açores són amenaçades anualment per terratrèmols intensos, encara que també és comú que succeeixin incendis forestals i clima rigorós.
Les principals preocupacions mediambientals són: l'erosió dels sòls, la contaminació atmosfèrica per emissions de vehicles i indústries, així com les aigües, especialment en zones costaneres.

#### Flora

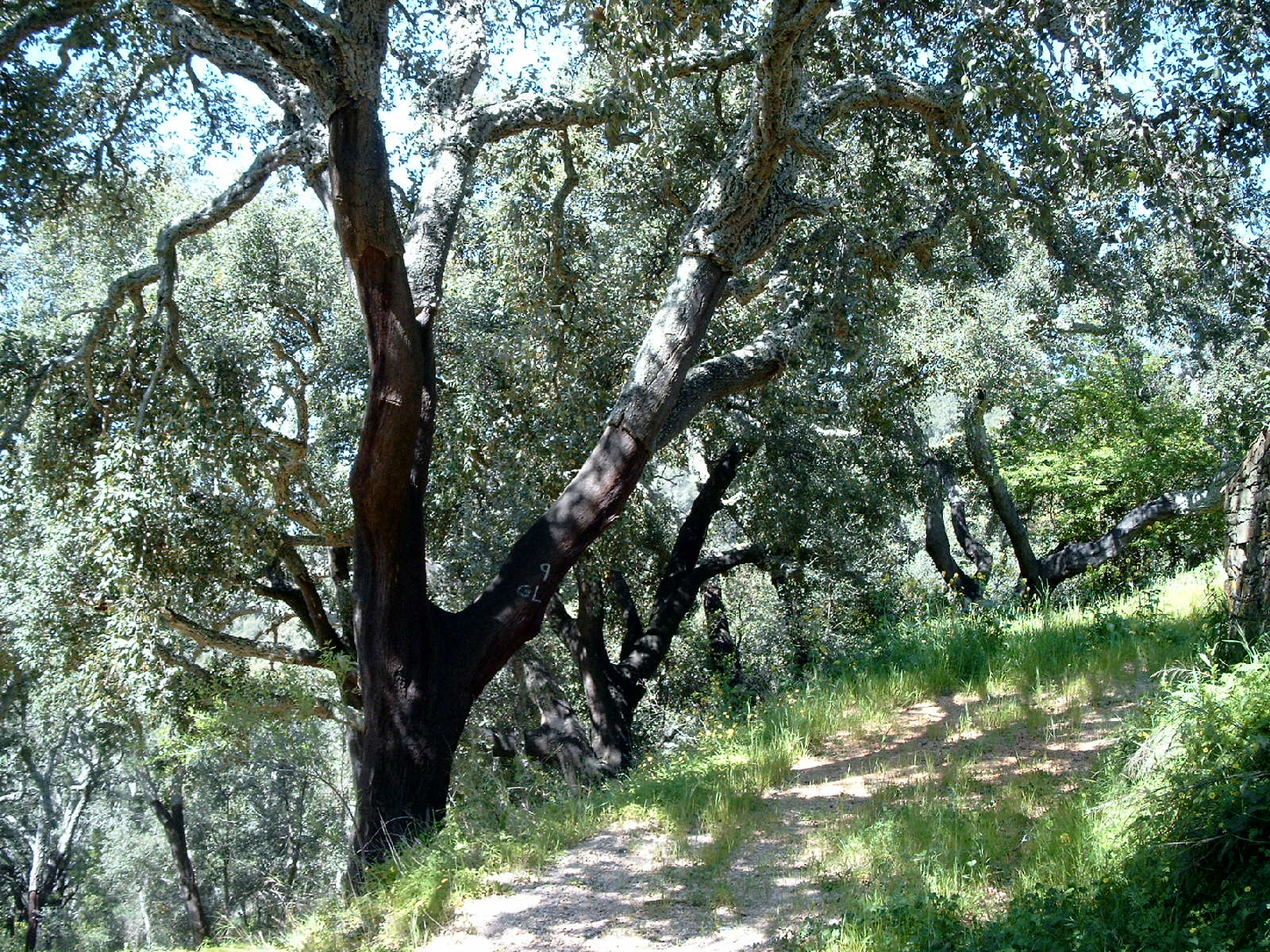
Bosc d'alzina surera en el sud de Portugal (Algarve).

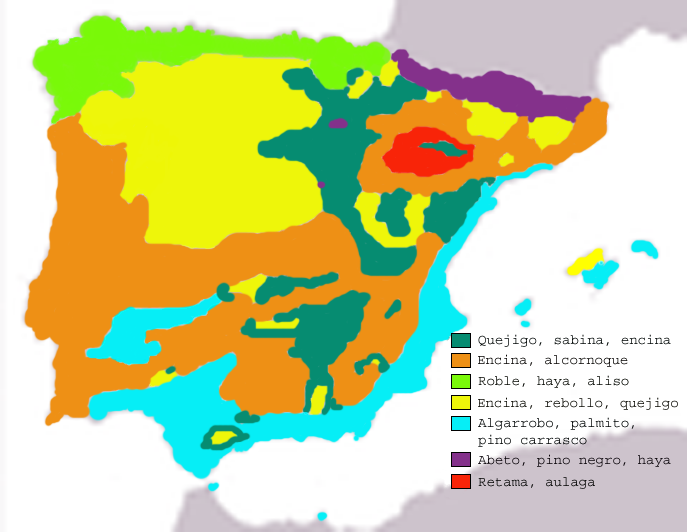
Ocupació ideal dels boscos ibèrics.

L'aïllament geogràfic peninsular ha permès el desenvolupament d'una flora i fauna característiques que inclouen un important nombre de tàxons endèmics.
La flora peninsular, per les seves condicions bio-històriques, geogràfiques, geològiques, orogràfiques, etc., és una de les més riques i variades de tot Europa, sols comparable a la de països mediterranis com Grècia i Itàlia; es calcula que inclou més de 8.000 espècies distintes de plantes, moltes d'elles exclusives (endemismes).
El mediterrani, se sap avui, ha estat sotmès en el passat a grans alteracions de clima i vegetació, unit a unes variacions, a vegades molt grans, en el nivell del mar i a variacions en les posicions relatives de les masses continentals (placa europea i africana). Amb l'entrada de plantes i l'aïllament, a causa de les fluctuacions marines o a les periòdiques glaciacions, es pot trobar una variada diversitat d'espècies vegetals.
La península Ibèrica, situada en una important via de pas entre Àfrica i Europa, es va veure enriquida amb l'arribada, segons canviava el clima, de plantes estepàries, termòfiles, xeròfiles, oròfiles, boreo-alpines, etc., moltes de les quals aconseguiren mantindre's després, gràcies a la diversitat de mitjans que existeixen en les serralades, que els permiteixen pujar en altitud si el clima es va fent més càlid, o descendir si es torna més fred. La complexitat geològica de la majoria de les muntanyes ibèriques, especialment de les Bètiques, Sistema Ibèric i Pirineus, augmentà encara molt més el nombre de nous mitjans amb què adaptar-se i va fer possible la diversitat i riquesa de la flora actual.
La regió eurosiberiana està representada per la zona atlàntica, que s'estén des del nord de Portugal, Galícia, Principat d'Astúries, Cantabria, País Basc i Pirineus occidentals i centrals. Es caracteritza per un clima humit, suavitzat per la influència oceànica, amb hiverns temperats i amb una estació seca poc accentuada. La seva àrea principal s'estén pel nord de Portugal, la major part de Galícia, Principat d'Astúries, Cantabria, País Basc, nord-oest de Navarra, i Pirineus occidentals. No obstant això, la seva influència en forma de comunitats o espècies concretes s'estén en molts punts cap a l'interior, especialment en les meitats nord i occidental.
La vegetació està representada per boscos caducifolis de roures (Quercus petraea) i el roure pènol (Quercus robur) amb freixedes de Fraxinus excelsior i avellanedes en terres més fresques i profundes de fons de la vall. El pis muntanyós es caracteritza per la presència de faigs i a vegades, en els Pirineus, per avetars d'Abies alba; aquests faigs i avetars ocupen les faldes fresques i amb terra profunda de les muntanyes no gaire elevades. La infuència mediterrània se sent en la presència d'alzinars amb llorer, que se situen en les crestes i muntanyes més càlides, especialment sobre terres de pedra calcària, on s'accentua la sequedat.

#### Fauna
La fauna de la península Ibèrica presenta una àmplia diversitat que es deu en gran part a dos factors, la posició geogràfica de la península Ibèrica, entre l'Atlàntic i el Mediterrani i entre Àfrica i Euràsia, i la gran diversitat d'hàbitats i biòtops, conseqüència d'una varietat considerable de climes i regions ben diferenciades.
Entre els grans carnívors destaquen dues espècies desaparegudes de bona part d'Europa Occidental: l'ós bru, que sobreviu a la serralada Cantàbrica i en certs enclavaments pirinencs, i el llop ibèric, subespècie endèmica de la Península. Encara que el carnívor més emblemàtic és sens dubte el linx ibèric, el fèlid més amenaçat de tot el continent europeu. Molt més nombroses són les poblacions de gat salvatge europeu, de guineu vermella i les d'alguns mustèlids: el teixó, el turó comú i la mostela; una mica menys nombroses són les de llúdria, marta i fagina. Els vivèrrids estan representats per la geneta comuna; i els herpèstids, per la mangosta comuna.
Els herbívors estan representats per espècies bastant esteses, com alguns cèrvids: el cérvol comú, la daina i el cabirol. Hi ha poblacions endèmiques de cabra salvatge ibèrica i reductes pirinencs i cantàbrics d'isard. També està àmpliament estès el senglar.

## Geografia humana i societat

### Demografia
El poble portuguès actual té el seu origen en els pobles celtes, ibers i celtibers i, majoritàriament per lusitans. L'origen dels galaics (del llatí gallaeci) són d'origen celta i germànic. Els conis i altres tribus menys significatives constitueixen la resta de l'origen. Altres influències importants foren també els romans, els visigots i els sueus. La presència àrab i la població amaziga també influenciaren la demografia portuguesa.
En l'actualitat el 16,4% de la població portuguesa té una edat entre els 0 i els 14 anys, 66,22% entre els 15 i el 64, i el 17,4% major dels 65 anys. L'esperança de vida mitjana és de 78,04 anys. La taxa d'alfabetització és de 99,3%, la qual ha crescut al llarg dels anys. El creixement poblacional se situa al 0,305%; neixen 10,45 per cada 1.000 habitants i en moren 10,65 per cada 1.000 per la qual cosa, la població no es renova; la taxa de fertilitat és d'1,49 nens per dona. La taxa de mortalitat és una de les més baixes del món. Viuen a Portugal a prop de 550.000 immigrants, és a dir el 5% de tota la població, la majoria provenint del Brasil (66.700), d'Ucraïna (65.800) i de Cap Verd (64.300).
Malgrat que Portugal és un país desenvolupat, encara hi ha persones sense accés a aigua potable i a electricitat. El sanejament bàsic encara no abasta tot el territori; a les regions de Lisboa i Vale do Tejo és on la població en té més accés.

### Llengües
La llengua oficial de la República Portuguesa és el portuguès (paràgraf tercer de l'article onzè de la Constitució de la República Portuguesa), que amb més de 210 milions de parlants nadius, és la cinquena llengua més parlada del món i la tercera més parlada del món occidental. És la llengua oficial de Portugal i el Brasil, i coofical amb d'altres més a Angola, Cap Verd, Guinea-Bissau, Macau, Moçambic, São Tomé i Príncipe i Timor-Leste.
A més, a Portugal es reconeix oficialment el mirandès, llengua oficial del consell de Miranda do Douro, d'origen asturlleonès, que s'ensenya com a llengua facultativa en les escoles del consell de Miranda do Douro i part del consell de Vimioso. El seu ús, tanmateix, és bastant restringit, però hi ha en curs diverses accions que garanteixen els drets lingüístics de la seva comunitat parlant; i

### Religió

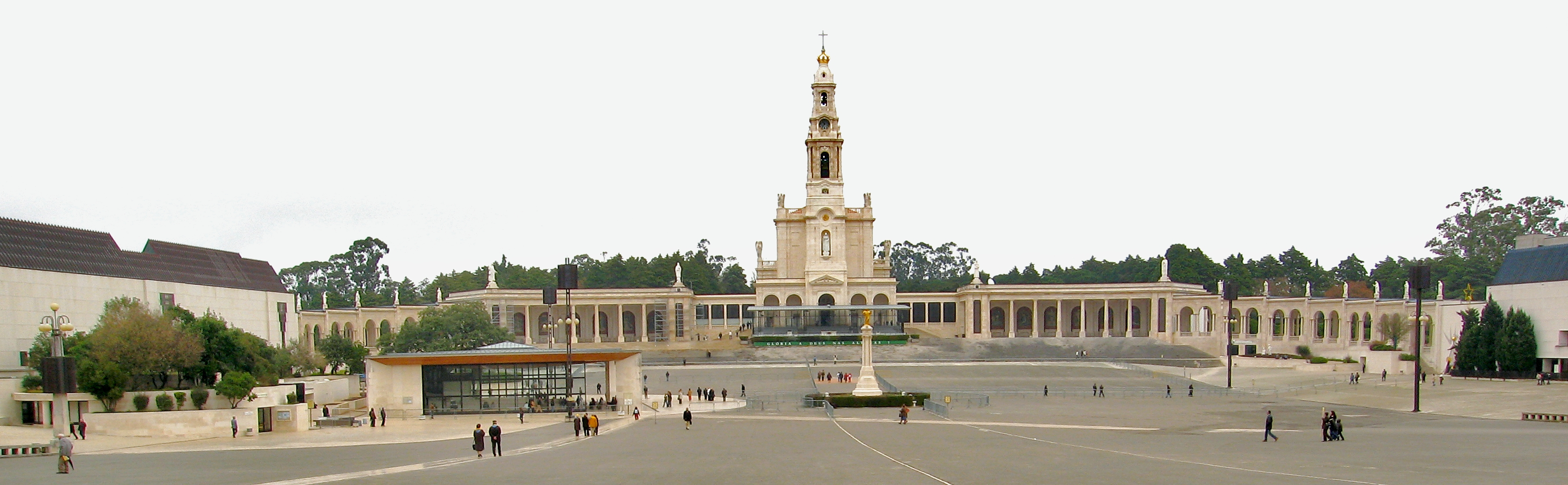
El Santuari de Fàtima.

La majoria dels portuguesos (84,5% aproximadament del total de la població, segons els resultats oficials del cens de 2001) segueix la religió catòlica. Al voltant de la meitat dels matrimonis que es realitzen són catòlics, i automàticament tenen efectes civils. El divorci està permès, segons el que disposa el Codi Civil, per mutu consentiment o mitjançant sol·licitud a la cort per un cònjuge, encara que el dret canònic no preveu aquesta figura. Hi ha vint diòcesis a Portugal, agrupades en tres províncies eclesiàstiques: Braga, Lisboa i Évora.
Els protestants tenen diverses branques, que treballen principalment amb la inspiració evangèlica neopentecostal (per exemple, l'Església Assemblea de Déu i Maná) o brasilera d'immigració (per exemple, IURD).
Els Testimonis de Jehovà tenen prop de 50.000 practicants a Portugal, distribuïts en unes 650 congregacions. Més de 95.000 persones assistiren l'any 2007 a la Commemoració de la mort de Crist. La religió està present en el país des de 1925, tot i que es va prohibir entre els anys 1961 i 1974. El desembre de 1974 l'Associació dels Testimonis de Jehovà va ser legalment reconeguda, i actualment té la seu a Alcabideche.
La comunitat jueva de Portugal ha aconseguit mantenir-se activa fins a l'actualitat, malgrat l'ordre d'expulsió dels jueus el 5 de desembre de 1496 per decret del Rei Manuel I, que va forçar a molts jueus a conversions forçoses, a l'expulsió del país, o la detenció i posterior càstig per part de la Inquisició portuguesa. La forma en què el culte s'ha desenvolupat a la vila de Belmonte és un exemple de perseverança i unitat dels jueus a Portugal. L'any 1506 hi ha haver una massacre de jueus a Lisboa, on hi van perdre la vida entre 2.000 i 4.000 persones.
També hi ha minories musulmanes (15.000 persones) i hindús, principalment descendents d'immigrants, i també seguidors (alguns només a escala regional) dels budistes i Gnostics.
La Constitució portuguesa garanteix la llibertat religiosa i la igualtat entre totes les religions, tot i que posa l'accent en el Concordat. La presència de l'Església catòlica és habitual en algunes cerimònies oficials, com inauguracions d'edificis públics o actes oficials de l'Estat. Tanmateix, la posició religiosa dels polítics electes és generalment considerada irrellevant pels votants. Per exemple, dos expresidents de la República (Mário Soares i Jorge Sampaio) eren persones considerades laiques.